# Hednota bivittella
Hednota bivittella là một loài bướm đêm thuộc họ Crambidae. Loài này có ở Úc, bao gồm Tasmania.

## Hình ảnh

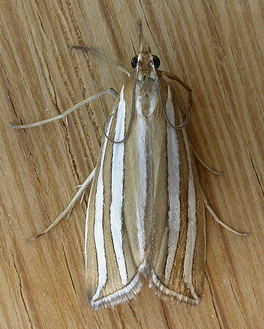